# 清风楼 (化州)
清风楼，位于中国广东省茂名市原化州旧市府大院北边，为化州市文物保护单位，类型为古建筑，公布时间为1986年7月。
清风楼的历史年代为唐代。